# 亚美尼亚军区
亚美尼亚军区（羅馬化：théma Armeniákon）是拜占庭帝国的一个军区，位于安那托利亞西北部（今土耳其境内）。

## 历史

約842年拜占庭帝國於小亞細亞的軍區，原本較大的軍區被拆分爲更小的區劃

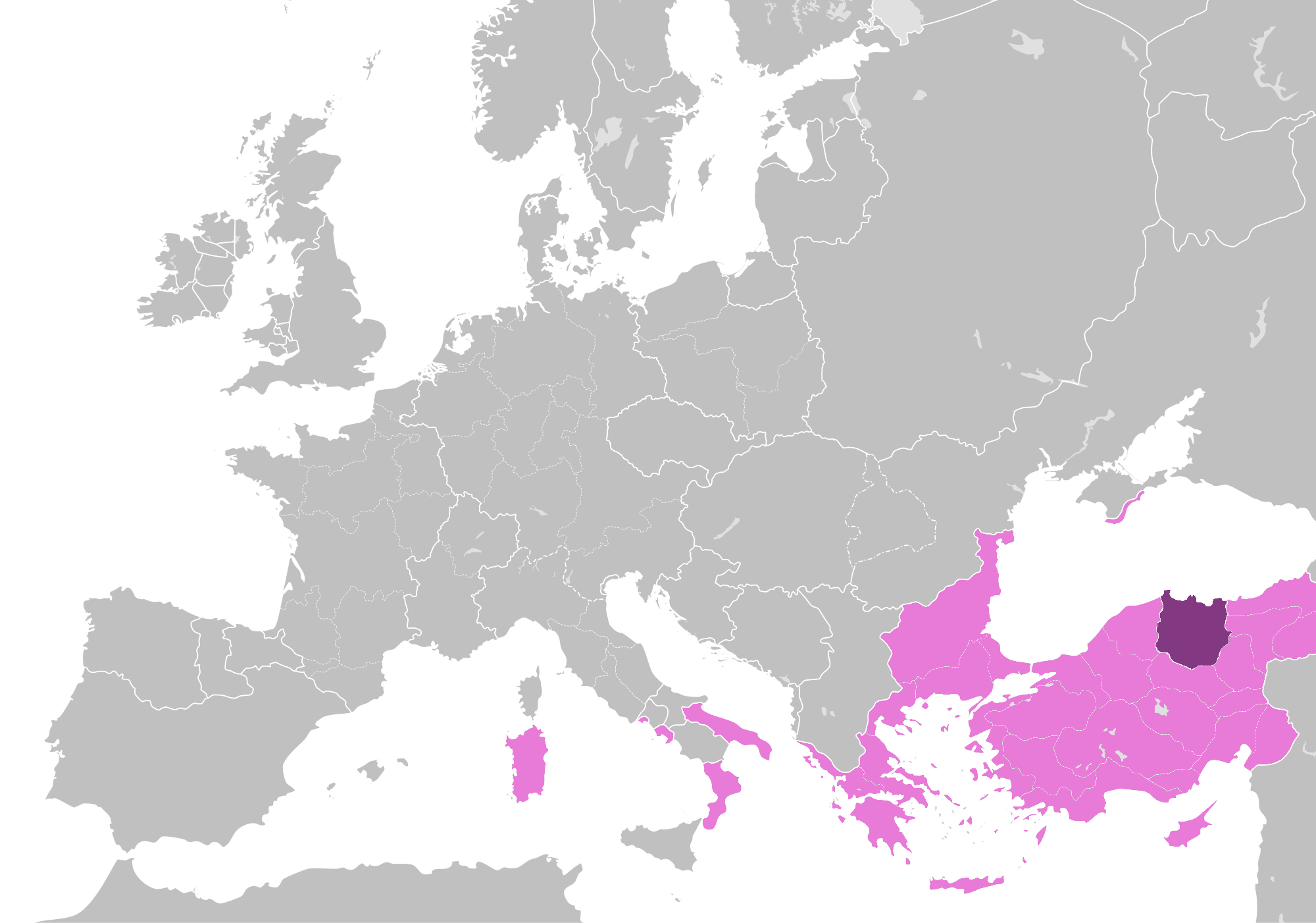
亚美尼亚军区在拜占庭帝国的位置

亚美尼亚军区为最早建立的四个军区之一，大约于7世纪中叶建立于小亚美尼亚领土之上。629年拜占庭皇帝希拉克略对波斯作战期间，提及「亚美尼亚军区师长格奥尔基」，意味着此时该军区可能便已存在。文献中第一次明确提及是在667/668年，其将军发动了一次叛乱。第二次出现则是在717/718年的一枚印章上。与其他几个最初创立的军区相同，亚美尼亚军区来源于第一次穆斯林征服后残存的野战军。其中，亚美尼亚元帅统辖的军队撤退并定居在了本都、帕夫拉戈尼亚以及卡帕多细亚，故该区域以之命名。
亚美尼亚军区首府为阿馬西亞，由一名将军管辖，后者等级与安纳托利亚及色雷斯西亚军区将军相同，为第一等级，年薪40金镑。到了9世纪，军区统辖有9000名士兵，有17座要塞。因其规模以及处在对抗穆斯林东北前线的位置，其总督皆为有权势的人物，军区的军队在8世纪参与了多次叛乱。故在9世纪，亚美尼亚军区拆分出了两个更小的区划——哈尔希安与卡帕多西亚，起初为要冲区，后皆升格为正式的军区。约819年，分离出两个沿海军区，分别为帕夫拉戈尼亚与喀尔狄亚，此后又劃分出科洛尼亞。此時的亞美尼亞軍區領土只餘本都西部地區。
亚美尼亚军区直至11世纪晚期都为拜占庭帝国掌控。但在曼齐刻尔特战役惨败之后，1073年，法兰克雇佣兵罗塞尔攫取该地区并统治了几个月，后被拜占庭皇帝阿历克塞一世收复。此后不久，塞尔柱突厥人大量涌入，只余下一些沿海堡垒仍在拜占庭手中。科穆宁家族的皇帝收复了帝国的沿海地区，但亚美尼亚军区再未恢复。

### 脚注
1. ↑  Haldon 1999，第315頁.
2. 1 2 3  Kazhdan 1991，第177頁.
3. ↑  Ragia 2009，第217頁: "The inscriptions on the seals of the warehouses in the beginning of the 8th c. took the following forms: "the warehouse of Koloneia and Kamacha" (702-704), "of Koloneia, Kamacha and Armenia IV" (713-715), which finally became "of Koloneia and all the provinces of the Christ-loving Armeniakon" (717/8)." [Ragia, in footnote #78, is citing McGeer, Nesbitt & Oikonomides 2001，No. 65.1, 74.4, 22.27.]
4. ↑  Haldon 1997，第214–216頁.
5. ↑  Haldon 1999，第73, 112頁.
6. ↑  陈志强 2013，§3.1.2.
7. ↑  Kazhdan 1991，第177, 1138, 1579頁; Treadgold 1995，第31頁.
8. ↑  Haldon 1999，第91–92, 269頁.

### 书籍
- Gyftopoulou, Sofia. . Encyclopedia of the Hellenic World: Asia Minor. Foundation of the Hellenic World. May 20, 2003  [2009-10-07]. （原始内容存档于2011-07-21） （希腊语）.
- Haldon, John F. . Cambridge, United Kingdom: Cambridge University Press. 1997  [2019-02-06]. ISBN 978-0-521-31917-1. （原始内容存档于2019-01-28）.
- Haldon, John F. . London, United Kingdom: University College London Press (Taylor & Francis Group). 1999  [2019-02-06]. ISBN 1-85728-495-X. （原始内容存档于2020-06-25）.
- Kazhdan, Alexander (编). . New York and Oxford: Oxford University Press. 1991. ISBN 978-0-19-504652-6.
- McGeer, Eric; Nesbitt, John W.; Oikonomides, Nicolas (编). . Washington, District of Columbia: Dumbarton Oaks Research Library and Collection. 2001  [2019-02-06]. ISBN 0-88402-282-X. （原始内容存档于2020-06-26）.
- Pertusi, A. . Rome, Italy: Biblioteca Apostolica Vaticana. 1952 （意大利语）.
- Ragia, Efi. . Byzantine Symmeikta. 2009, 19: 195–245  [2019-02-06]. （原始内容 (PDF)存档于2016-03-03）.
- Treadgold, Warren T. . Stanford, California: Stanford University Press. 1995  [2019-02-06]. ISBN 0-8047-3163-2. （原始内容存档于2020-06-01）.
- 陈志强. . . 上海社会科学院出版. 2013.